# Episodi di The Tomorrow People (quarta stagione)
La quarta stagione di The Tomorrow People è andata in onda nel Regno Unito sul canale ITV dal 28 gennaio al 10 marzo 1976.
In Italia la serie è inedita.
| nº | Titolo originale                                          | Titolo italiano | Prima TV USA     | Prima TV Italia |
| -- | --------------------------------------------------------- | --------------- | ---------------- | --------------- |
| 1  | One Law: One Law for the Poor                             |                 | 28 gennaio 1976  | Inedito         |
| 2  | One Law: Another for the Rich                             |                 | 4 febbraio 1976  | Inedito         |
| 3  | One Law: Which Prohibits Them Equally from Stealing Bread |                 | 11 febbraio 1976 | Inedito         |
| 4  | Into the Unknown: The Visitor                             |                 | 18 febbraio 1976 | Inedito         |
| 5  | Into the Unknown: The Father-Ship                         |                 | 25 febbraio 1976 | Inedito         |
| 6  | Into the Unknown: The Tunnel                              |                 | 3 marzo 1976     | Inedito         |
| 7  | Into the Unknown: The Circle                              |                 | 10 marzo 1976    | Inedito         |